# Фирсов, Георгий Андреевич (учёный)
Георгий Андреевич Фирсов (1913—1981) — советский учёный в области гидромеханики, профессор (1962).

## Биография
В 1936 г. окончил Ленинградский кораблестроительный институт (ЛКИ). С  1937 по 1979 г. работал в ЦНИИ им. акад. А. Н. Крылова (до 1944 г. назывался ЦНИИ №45): научный сотрудник, начальник сектора, начальник лаборатории, заместитель директора по научной работе.
В 1938—1958 гг. по совместительству преподавал теорию корабля в ЛКИ, Ленинградском политехническом институте и Высшем военно-морском инженерном училище.
В 1950-е гг. совместно с А. И. Вознесенским заложил основы нового направления в изучении мореходности — разработку спектральной теории качки судов на нерегулярном волнении .
Доктор технических наук (1959). Тема диссертации -  «Закрытые пассивные цистерны для успокоения бортовой качки судов — теория и расчёт».
С 1979 г. на пенсии.
Автор учебников «Теория корабля» (1950), «Управляемость корабля» (1954) и др.
Награждён орденами Ленина и Трудового Красного Знамени.